# Мортен Мелдал
Мортен П. Мелдал (народився 16 січня 1954 р.) — данський хімік. Він є професором хімії в Копенгагенському університеті в Копенгагені, Данія. Він найвідоміший тим, що розробив клік-реакцію CuAAC одночасно з Валерієм В. Фокіним і К. Баррі Шарплессом, але незалежно від них.
Мелдал був удостоєний однієї третини Нобелівської премії з хімії 2022 року разом з Каролін Р. Бертоцці та Карлом Баррі Шарплессом «за розробку клік-хімії та біоортогональної хімії». 

## Біографія
Мелдал здобув ступінь бакалавра та доктора філософії з хімічної інженерії в Данському технічному університеті; його дипломна робота доктора філософії робота зосереджена на синтетичній хімії олігосахаридів. У 1983—1988 роках він був незалежним науковим співробітником з органічної хімії в DTU та Копенгагенському університеті. Протягом 1985 і 1986 років він виконував докторську роботу в Кембридзькому університеті ; він був докторським науковим співробітником Центру ради медичних досліджень, Лабораторія молекулярної біології. У 1996 р. призначений доцентом DTU. З 1998 року він очолював групу синтезу у відділі хімії лабораторії Carlsberg, а з 1997 року він очолює центр твердофазної органічної хімії та ферментативних реакцій (SPOCC).
На початку своєї кар'єри Мелдал розробив кілька технологічних прийомів та інструментів для синтезу пептидів. Він розробив багатоколонковий синтез, який використовують у приладах для пептидного та органічного синтезу, а також для складання великих бібліотек розділених сумішей. Він вперше представив (циклоприєднання) ацетиленів і азидів, які використовують у кон'югаціях пептидів і білків, у полімерах і матеріалознавстві. Потім група Мелдала показала, що ця реакція повністю ортогональна більшості хімічних структур функціональних груп. Пізніше вони розробили тверді опори, які полегшили злиття твердофазної пептидної та пептидно-органічної хімії з твердофазною хімічною біологією та білковою хімією.
Нещодавно Мелдал розробив техніку оптичного кодування та зосередився на злитті органічної хімії та хімії пептидів на твердій основі. Він розробив низку нових методів генерації іонів N-ацилімінію, які комбінаторні бібліотеки цих сполук генерували та перевіряли на активні речовини GPCR у клітинному скринінгу на клітках.
У 2019 році Мелдал став співзасновником компанії Betamab Therapeutics ApS, заснованої на концепції бета-тіл, тобто пептидних імітаторів антитіл. Однак у 2021 році компанію знову закрили.

## Досягнення
- Мелдал розробив широкий спектр хімічних технологій, заснованих на схемах тимчасового захисту для синтезу глікопептидів, зокрема пов'язані глікопептиди, які використовували для характеристики імунологічної відповіді на пов'язані з раком муцини. Концепція використання глікопептидних міметиків на основі матриці нині[коли?] використовують у біохімічних дослідженнях.
- Розробив твердофазний синтез комбінаторних бібліотек пептидів, що містять фосфінову кислоту як аналоги перехідного стану, і ідентифікував наномолярні селективні інгібітори для металопротеаз, що беруть участь у міграції остеокластів до контролю остеопорозу.
- Розробив концепцію органозимів і клітинних рецепторів на основі пептидів, які розпізнають, наприклад, цукрову воду.
- Представлено техніку твердофазного синтезу, яка дозволяє чисту активацію.

## Нагороди та відзнаки
- Нобелівська премія з хімії 2022
- Премія Кірстін Мейерс (Данія) (1988)
- Премія Данського хімічного товариства (1990)
- наукова нагорода від Наукової програми ЄС (Бельгія) (1992)
- туристична нагорода від НАТО (1992)
- Нагорода за дослідження від Фонду Міцутані (Японія) (1995)
- Нагорода NKT від Хімічного товариства Данії (1996)
- Премія Леонідаса Зерваса від Європейського пептидного товариства (1996)
- наукова нагорода від програми EU-INCO-DC (1996)
- Золота медаль Нільса Б'єррума з хімії (1997)
- Нагорода за дослідження від Данського національного дослідницького фонду (1997)
- Нагорода за дослідження Данського онкологічного товариства (1997)
- Прочитав лекцію Б'єррума-Бренстеда-Ланга в Данській королівській академії наук і літератури (1999)
- Отримав нагороду Ральфа Ф. Гіршмана з хімії пептидів від Американського хімічного товариства (2009)[17]
- Співзасновник і голова Товариства комбінаторних наук (SCS)
- Член Данської національної академії
- Член редколегії Journal of Combinatorial Chemistry
- Член редколегії журналу ChemBioChem.

Його група опублікувала понад 250 статей і подала 20 патентів, що охоплюють області як органічної, так і біоорганічної хімії.